# مشكين أباد (مشيز بردسير)
مشکين أباد (بالفارسية: مشکین‌آباد) هي قرية تقع في إيران في البلدة المركزية. يقدر عدد سكانها بـ 14 نسمة .